# Cantones de Suiza
En Suiza, los cantones constituyen el ente político y administrativo sobre el que se construye el Estado-nación: de hecho, la llamada Antigua Confederación Suiza, de carácter fuertemente federal, no adoptó su condición actual hasta 1848, fecha hasta la cual cada uno de los cantones entonces existentes (desde entonces hubo modificaciones menores en su número y configuración) poseía sus propias fronteras, ejército, sellos y moneda y, a pesar de formar parte, en el plano teórico, del Sacro Imperio Romano Germánico, gozaban en la práctica de una independencia virtualmente ilimitada desde la victoria suiza sobre el emperador Maximiliano I en la batalla de Dornach de 1499. La estructura y características de los cantones suizos son muy variadas, con extensiones entre 37 y 7105 kilómetros cuadrados, y poblaciones entre los aproximadamente 14 000 habitantes del menos poblado a los más de 1 200 000 habitantes de Zúrich.
Toda competencia no atribuida expresamente por la Constitución a la Confederación pertenece a los cantones, que a su vez deciden qué competencias asignan a sus municipios, lo que da lugar a una gran heterogeneidad en el grado de autonomía y nivel de competencias municipales. Dos de los cantones aún mantienen la democracia directa, mientras que en el resto la voluntad popular se expresa en las urnas.

## Historia
En el siglo XVI la antigua Confederación Suiza estaba compuesta por 13 cantones independientes, de los que había dos tipos diferentes: seis cantones rurales y siete cantones urbanos. Aunque técnicamente formaban parte del Sacro Imperio Romano Germánico, pasaron a ser independientes cuando los suizos derrotaron al emperador Maximiliano I en 1499, bajo los términos del Tratado de Basilea.
Los seis cantones rurales eran repúblicas democráticas, mientras que los siete cantones urbanos eran repúblicas oligárquicas controladas por familias nobles.

## Lista de cantones suizos
Hay 26 cantones en Suiza, siendo uno de ellos supracantón (Berna, su capital) y seis de ellos semicantones que se han dividido a partir de tres cantones originales (Basilea, Appenzell y Unterwalden), sea porque las dos comunidades siempre han estado separadas, como en Unterwalden, por las históricas guerras de religión, como en Appenzell, o las diferencias de desarrollo entre la ciudad y el campo, como en el caso de Basilea.
| Escudo y abreviatura | Cantón                     | Creación | Capital      | Población (2008) | Superficie (km²) | Densidad | Comunas (2009) | Idioma(s)                   |
| -------------------- | -------------------------- | -------- | ------------ | ---------------- | ---------------- | -------- | -------------- | --------------------------- |
| ZH                   | Zúrich                     | 1351     | Zúrich       | 1 332 727        | 1729             | 771      | 171            | Alemán                      |
| BE                   | Berna                      | 1353     | Berna        | 969 299          | 5959             | 163      | 392            | Alemán y francés            |
| LU                   | Lucerna                    | 1332     | Lucerna      | 368 742          | 1493             | 247      | 88             | Alemán                      |
| UR                   | Uri                        | 1291     | Altdorf      | 35 162           | 1077             | 33       | 20             | Alemán                      |
| SZ                   | Schwyz                     | 1291     | Schwyz       | 143 719          | 908              | 158      | 30             | Alemán                      |
| OW                   | Obwalden                   | 1291     | Sarnen       | 34 429           | 491              | 70       | 7              | Alemán                      |
| NW                   | Nidwalden                  | 1291     | Stans        | 40 737           | 276              | 148      | 11             | Alemán                      |
| GL                   | Glaris                     | 1352     | Glaris       | 38 370           | 685              | 56       | 25             | Alemán                      |
| ZG                   | Zug                        | 1352     | Zug          | 110 384          | 239              | 462      | 11             | Alemán                      |
| FR                   | Friburgo                   | 1481     | Friburgo     | 268 537          | 1671             | 161      | 168            | Francés y alemán            |
| SO                   | Soleura                    | 1481     | Soleura      | 251 830          | 791              | 318      | 126            | Alemán                      |
| BS                   | Basilea-Ciudad             | 1501     | Basilea      | 186 672          | 37               | 5045     | 3              | Alemán                      |
| BL                   | Basilea-Campiña            | 1501     | Liestal      | 268 537          | 518              | 518      | 86             | Alemán                      |
| SH                   | Schaffhausen               | 1501     | Schaffhausen | 75 303           | 298              | 253      | 27             | Alemán                      |
| AR                   | Appenzell Rodas Exteriores | 1513     | Herisau²     | 53 054           | 243              | 218      | 20             | Alemán                      |
| AI                   | Appenzell Rodas Interiores | 1513     | Appenzell    | 15 549           | 173              | 90       | 6              | Alemán                      |
| SG                   | San Galo                   | 1803     | San Galo     | 471 152          | 2026             | 233      | 86             | Alemán                      |
| GR                   | Grisones                   | 1803     | Coira        | 190 459          | 7105             | 27       | 200            | Alemán, romanche e italiano |
| AG                   | Argovia                    | 1803     | Aarau        | 591 632          | 1404             | 421      | 229            | Alemán                      |
| TG                   | Turgovia                   | 1803     | Frauenfeld   | 241 811          | 991              | 244      | 80             | Alemán                      |
| TI                   | Tesino                     | 1803     | Bellinzona   | 332 736          | 2812             | 118      | 181            | Italiano                    |
| VD                   | Vaud                       | 1803     | Lausana      | 688 245          | 3212             | 214      | 375            | Francés                     |
| VS                   | Valais                     | 1815     | Sion         | 303 241          | 5224             | 58       | 143            | Francés y alemán            |
| NE                   | Neuchâtel                  | 1815     | Neuchâtel    | 170 924          | 803              | 213      | 53             | Francés                     |
| GE                   | Ginebra                    | 1815     | Ginebra      | 446 106          | 282              | 1582     | 45             | Francés                     |
| JU                   | Jura                       | 1979     | Delémont     | 69 822           | 838              | 83       | 64             | Francés                     |

## Evolución

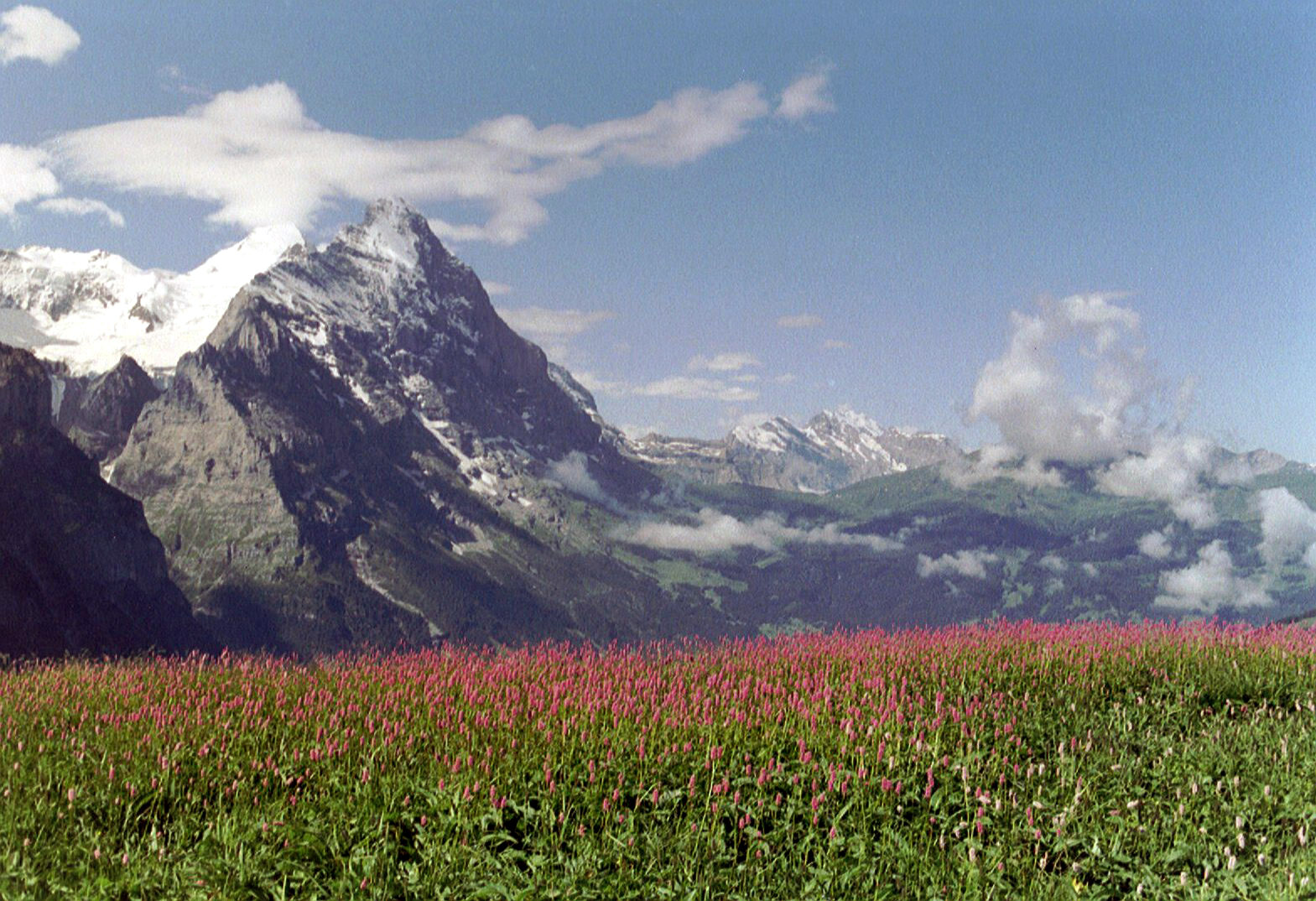
Grosse Scheidegg, Cantón de Berna

Los tres primeros cantones primitivos:
- 1291 - Uri, Schwyz, Unterwalden (dividido en: Obwalden y Nidwalden).

La confederación de los 8:
- 1335 - Lucerna
- 1351 - Zúrich
- 1352 - Zug, Glaris
- 1353 - Berna

La confederación de los 13:
- 1484 - Friburgo, Soleura
- 1501 - Basilea (separado en Basilea-Ciudad y Basilea-Campiña), Schaffhausen
- 1513 - Appenzell

La República Helvética:
- 1803 - San Galo, Argovia, Turgovia, Tesino, Vaud

Confederación Suiza:
- 1815 - Grisones, Valais, Neuchâtel, Ginebra
- 1979 - Jura

## Nombres en las diferentes lenguas oficiales
| Abrev. | Castellano                 | Alemán                      | Francés                      | Italiano           | Retorrománico     |
| ------ | -------------------------- | --------------------------- | ---------------------------- | ------------------ | ----------------- |
| AG     | Argovia                    | * Aargau                    | Argovie                      | Argovia            | Argovia           |
| AI     | Appenzell Rodas Interiores | * Appenzell Innerrhoden     | Appenzell Rhodes-Intérieures | Appenzello Interno | Appenzell dadens  |
| AR     | Appenzell Rodas Exteriores | * Appenzell Ausserrhoden    | Appenzell Rhodes-Extérieures | Appenzello Esterno | Appenzell dador   |
| BS     | Basilea-Ciudad             | * Basel-Stadt               | Bâle-Ville                   | Basilea Città      | Basilea-Citad     |
| BL     | Basilea-Campiña            | * Basel-Landschaft          | Bâle-Campagne                | Basilea Campagna   | Basilea-Champagna |
| BE     | Berna                      | * Bern                      | * Berne                      | Berna              | Berna             |
| FR     | Friburgo                   | * Freiburg                  | * Fribourg                   | Friborgo           | Friburg           |
| GE     | Ginebra                    | Genf                        | * Genève                     | Ginevra            | Genevra           |
| GL     | Glaris                     | * Glarus                    | Glaris                       | Glarona            | Glaruna           |
| GR     | Grisonia                   | * Graubünden                | Grisons                      | * Grigioni         | * Grischun        |
| JU     | Jura                       | Jura                        | * Jura                       | Giura              | Giura             |
| LU     | Lucerna                    | * Luzern                    | Lucerne                      | Lucerna            | Lucerna           |
| NE     | Neuchatel                  | Neuenburg                   | * Neuchâtel                  | Neucastello        | Neuchatello       |
| NW     | Nidwalden                  | * Nidwalden                 | Nidwald                      | Nidvaldo           | Sutsilvania       |
| OW     | Obwalden                   | * Obwalden                  | Obwald                       | Obvaldo            | Sursilvania       |
| SH     | Schaffhausen/Escafusa      | * Schaffhausen              | Schaffhouse                  | Sciaffusa          | Schaffusa         |
| SZ     | Schwyz/Suiz                | * Schwyz                    | Schwytz                      | Svitto             | Sviz              |
| SO     | Soleura                    | * Solothurn                 | Soleure                      | Soletta            | Soloturn          |
| SG     | San Galo                   | * Sankt Gallen (St. Gallen) | Saint-Gall                   | San Gallo          | Son Gagl          |
| TG     | Turgovia                   | * Thurgau                   | Thurgovie                    | Turgovia           | Turgovia          |
| TI     | Tesino                     | Tessin                      | Tessin                       | * Ticino           | Tessin            |
| UR     | Uri                        | * Uri                       | Uri                          | Uri                | Uri               |
| VS     | Valais                     | * Wallis                    | * Valais                     | Vallese            | Vallais           |
| VD     | Vaud                       | Waadt                       | * Vaud                       | Vaud               | Vad               |
| ZG     | Zug                        | * Zug                       | Zoug                         | Zugo               | Zug               |
| ZH     | Zúrich                     | * Zürich                    | Zúrich                       | Zurigo             | Turitg            |

* Nombre(s) oficial(es) del cantón.